# Guy Perreault
Guy Perreault, né à Gatineau, est un poète, slameur et auteur-compositeur interprète québécois.

## Biographie
En 1981, Guy Perreault remporte le premier prix décerné à un auteur-compositeur-interprète au Festival de la chanson de Granby,. Ses spectacles de chanson, d'humour et de variétés, montés de toutes pièces, ont été présentés au Québec, en France et en Suisse.
En 1996, il réalise l’album Terra Nostra et produit en 2004 un CD live de son spectacle Shalom.
Il commence à s'intéresser au slam en 2007. Il est couronné deux fois au Slamboree de Lavaltrie,. Il remporte la médaille d’or au Grand Slam national de 2011, ce qui lui permer de représenter le Québec à la Coupe du Monde de poésie, à Paris en juin 2012, compétition au sein de laquelle il se classe deuxième. Il remporte donc la médaille d'argent, ex-equo avec Chris August des États-Unis et derrière Harry Baker, le représentant de l'Angleterre.
En 2007, il publie un premier recueil de poèmes intitulé Tu prendras parti et je prendrai… par là, aux éditions des Écrits des Hautes-Terres.
Guy Perreault remporte en 2013 le prix d’excellence des Jeux de la Francophonie décerné par la Fondation pour les arts, les lettres et la culture en Outaouis (FALCO) aux Culturiades de l’Outaouais pour l'ensemble de ses réalisations.

## Œuvres

### Recueil de poésie
- Tu prendras parti et je prendrai par là : contes et stations, Montpellier, Écrits des Hautes-Terres, 2007, 139 p.  (ISBN 978-2-922404-57-9)

### Collaboration
- Des Forges 30, collectif, Trois-Rivières, Écrits des Forges[9]

### Mémoire de maîtrise
- Les temps morts ne meurent jamais, mémoire de maîtrise en études littéraires supervisé par Louise Dupré, Montréal, Université du Québec à Montréal, 1992[10]

## Prix et honneurs
- 1981 : Premier prix auteur-compositeur-interprète au Festival de la chanson de Granby[2],[3]
- 2012 : Prix d’excellence Lyse-Daniels décerné par Impératif français[11],[12]
- 2013 : Prix d’excellence des Jeux de la Francophonie décerné par la FALCO aux Culturiades de l’Outaouais[11],[1]
- Deux fois champion du slamboree de Lavaltrie[7]